# Spilosoma antigone
Spilosoma antigone är en fjärilsart som beskrevs av John Kern Strecker 1878. Spilosoma antigone ingår i släktet Spilosoma och familjen björnspinnare. Inga underarter finns listade i Catalogue of Life.